# آتیلا شودار
آتیلا شودار ({lang-hu|Sudár Attila}}؛ زادهٔ ۱۱ آوریل ۱۹۵۴) بازیکن واترپلو اهل مجارستان بود.